# Џејмс Ган
Џејмс Франсис Ган Млађи (енгл. James Francis Gunn Jr.; Сент Луис, 5. август 1966) амерички је сценариста, редитељ и продуцент. Каријеру сценаристе започео је средином 1990-их. Потом је почео да ради као редитељ, почевши од филма  Гмизавци (2006), док су каснији радови концентрисани на жанр суперхероја почевши са филмом са Чувари галаксије (2014), његовим наставцима Чувари галаксије 2 (2017) и Чувари галаксије 3 (2023), као и филмовима Одред отписаних: Нова мисија (2021) и Супермен (2025).

## Биографија
Рођен је 5. августа 1966. у Сент Луису. Има ирске и јеврејске корене. Одрастао је у католичкој породици.